# 市川大野車站

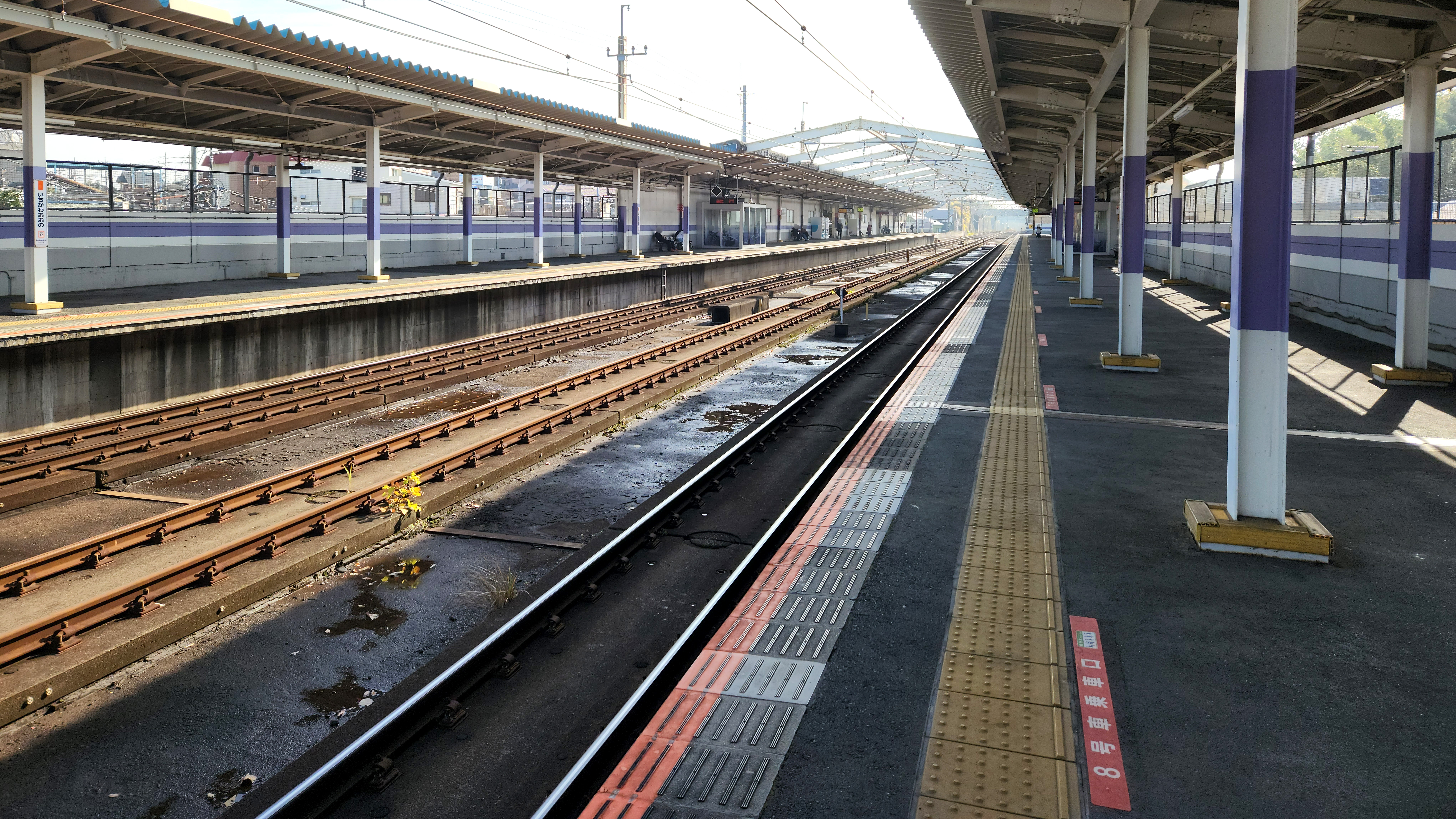
市川大野車站的對向式月台區，照片中可以看出除了上下行兩條停車線之外，中間還有一條穿越用的中線。

市川大野車站（日语：／ Ichikawaōno eki */?）是一個位於千葉縣市川市大野町三丁目，屬於東日本旅客鐵道（JR東日本）武藏野線的鐵路車站。車站編號是JM 12。

## 車站結構
市川大野是一個設有對向式月台一對、兩條乘車線的高架車站，除此之外，站內設有第三條供穿越列車使用、沒有月台的中線。車站站房設於地面層，與每個月台之間各設有兩座手扶梯作為連結。配合JR東日本近年積極推動票務自動化、精簡人力的管理政策，站內的綠窗口於2012年2月29日結束營業，改用自動售票機提供服務。
車站顏色是紫色。

### 月台配置
| 月台 | 路線     | 方向 | 目的地                     |
| ---- | -------- | ---- | -------------------------- |
| 1    | 武藏野線 | 上行 | 新松戶、南浦和方向         |
| 2    | 武藏野線 | 下行 | 西船橋、海濱幕張、東京方向 |

（來源：JR東日本:車站構內圖 （页面存档备份，存于））

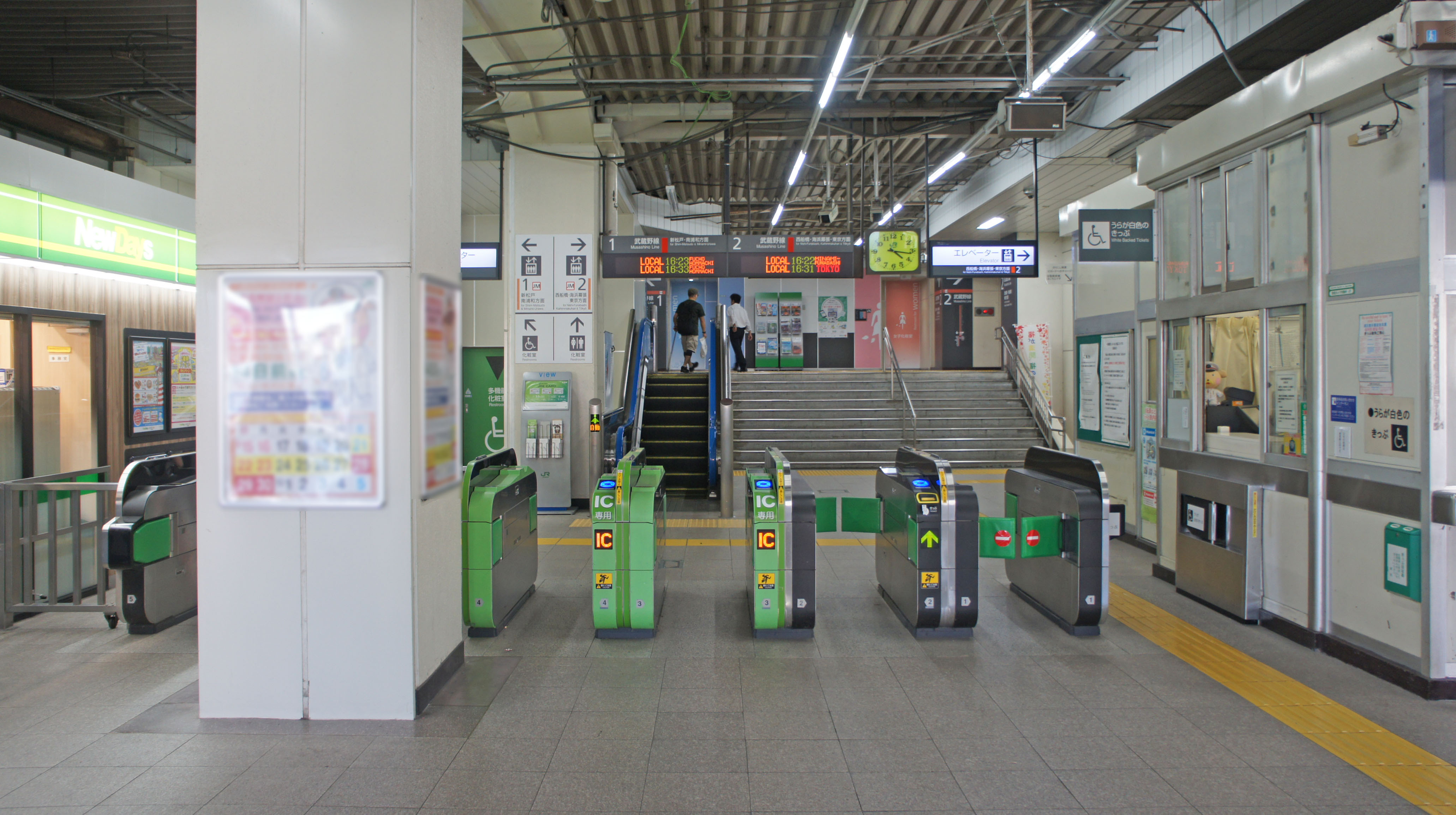
閘口（2019年9月）
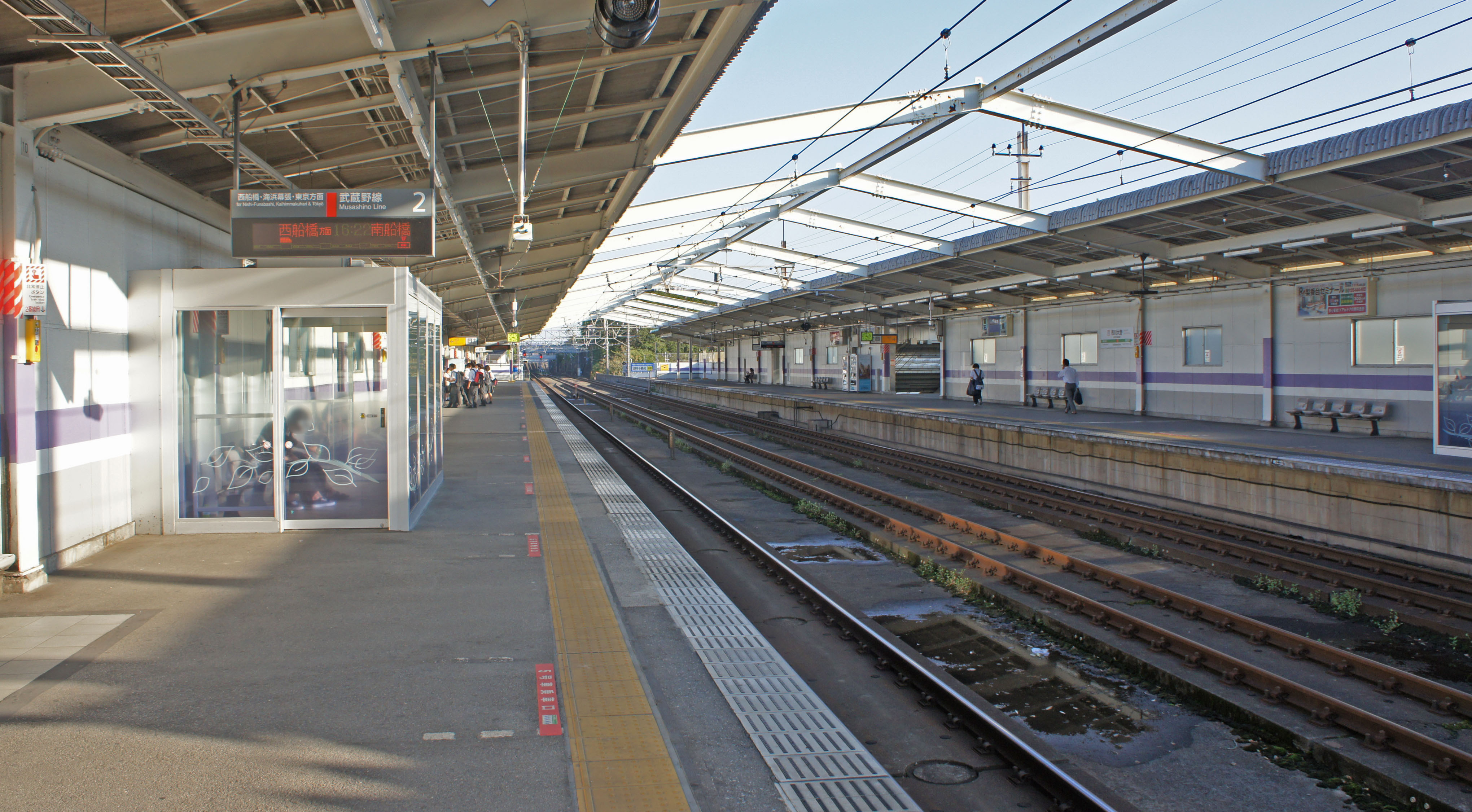
月台（2019年9月）

## 使用情況
2019年（令和元年）度的1日平均上車人次為11,803人。武藏野線內26個車站當中排行第24位。
根據JR東日本與千葉縣統計年鑑，近年的1日平均上車人次的推移如下表。
| 年度               | 1日平均 上車人次 | 來源     |
| ------------------ | ---------------- | -------- |
| 1990年（平成02年） | 10,567           | [ * 1 ]  |
| 1991年（平成03年） | 10,969           | [ * 2 ]  |
| 1992年（平成04年） | 11,348           | [ * 3 ]  |
| 1993年（平成05年） | 11,624           | [ * 4 ]  |
| 1994年（平成06年） | 11,708           | [ * 5 ]  |
| 1995年（平成07年） | 11,789           | [ * 6 ]  |
| 1996年（平成08年） | 12,090           | [ * 7 ]  |
| 1997年（平成09年） | 11,852           | [ * 8 ]  |
| 1998年（平成10年） | 11,378           | [ * 9 ]  |
| 1999年（平成11年） | 11,092           | [ * 10 ] |
| 2000年（平成12年） | 10,888           | [ * 11 ] |
| 2001年（平成13年） | 10,795           | [ * 12 ] |
| 2002年（平成14年） | 10,881           | [ * 13 ] |
| 2003年（平成15年） | 11,083           | [ * 14 ] |
| 2004年（平成16年） | 11,201           | [ * 15 ] |
| 2005年（平成17年） | 11,269           | [ * 16 ] |
| 2006年（平成18年） | 11,313           | [ * 17 ] |
| 2007年（平成19年） | 11,448           | [ * 18 ] |
| 2008年（平成20年） | 11,436           | [ * 19 ] |
| 2009年（平成21年） | 11,260           | [ * 20 ] |
| 2010年（平成22年） | 11,238           | [ * 21 ] |
| 2011年（平成23年） | 11,097           | [ * 22 ] |
| 2012年（平成24年） | 11,253           | [ * 23 ] |
| 2013年（平成25年） | 11,582           | [ * 24 ] |
| 2014年（平成26年） | 11,598           | [ * 25 ] |
| 2015年（平成27年） | 11,750           | [ * 26 ] |
| 2016年（平成28年） | 11,768           | [ * 27 ] |
| 2017年（平成29年） | 11,917           | [ * 28 ] |
| 2018年（平成30年） | 11,981           |          |
| 2019年（令和元年） | 11,803           |          |

## 車站周邊
市川大野車站設在一個東西兩側都是丘陵的山谷狀地帶，因此受到地形的限制車站周遭很難進行大規模的開發，還保有不少綠地。主要的住宅區分佈在車站以東區域，以西則可以見到大量的農田，尤其市川大野地區是日本著名的梨產地，因此梨園佔了大部分的農地用途比例。也因為這緣故車站的利用旅客人次遠低於武藏野線沿線諸站的平均值，其2011年度的旅運人次排武藏野線25車站中的倒數第2名。
車站附近除了便利商店與連鎖賣店之類常見的商業設施之外，重要的設施並不多。但在沿著鐵路線往船橋法典方向前進約300公尺處，可以見到一個稱為萬葉植物園的日式庭園，裡面種植了日本著名古代詩集《萬葉集》中提及、約200種左右的各式植物。

## 相鄰車站
東日本旅客鐵道
 武藏野線
船橋法典（JM 11）－市川大野（JM 12）－東松戶（JM 13）

### 使用情況
1. ↑  千葉県統計年鑑 （页面存档备份，存于） - 千葉県
2. ↑  市川市統計年鑑 （页面存档备份，存于） - 市川市

JR東日本2000年度以後上車人次
1. ↑  各駅の乗車人員（2000年度） （页面存档备份，存于） - JR東日本
2. ↑  各駅の乗車人員（2001年度） （页面存档备份，存于） - JR東日本
3. ↑  各駅の乗車人員（2002年度） （页面存档备份，存于） - JR東日本
4. ↑  各駅の乗車人員（2003年度） （页面存档备份，存于） - JR東日本
5. ↑  各駅の乗車人員（2004年度） （页面存档备份，存于） - JR東日本
6. ↑  各駅の乗車人員（2005年度） （页面存档备份，存于） - JR東日本
7. ↑  各駅の乗車人員（2006年度） （页面存档备份，存于） - JR東日本
8. ↑  各駅の乗車人員（2007年度） （页面存档备份，存于） - JR東日本
9. ↑  各駅の乗車人員（2008年度） （页面存档备份，存于） - JR東日本
10. ↑  各駅の乗車人員（2009年度） （页面存档备份，存于） - JR東日本
11. ↑  各駅の乗車人員（2010年度） （页面存档备份，存于） - JR東日本
12. ↑  各駅の乗車人員（2011年度） （页面存档备份，存于） - JR東日本
13. ↑  各駅の乗車人員（2012年度） （页面存档备份，存于） - JR東日本
14. ↑  各駅の乗車人員（2013年度） （页面存档备份，存于） - JR東日本
15. ↑  各駅の乗車人員（2014年度） （页面存档备份，存于） - JR東日本
16. ↑  各駅の乗車人員（2015年度） （页面存档备份，存于） - JR東日本
17. ↑  各駅の乗車人員（2016年度） （页面存档备份，存于） - JR東日本
18. ↑  各駅の乗車人員（2017年度） （页面存档备份，存于） - JR東日本
19. ↑  各駅の乗車人員（2018年度） （页面存档备份，存于） - JR東日本
20. ↑  各駅の乗車人員（2019年度） （页面存档备份，存于） - JR東日本

千葉縣統計年鑑
1. ↑  .   [2020-07-27]. （原始内容存档于2020-01-08）.
2. ↑  .   [2020-07-27]. （原始内容存档于2020-01-08）.
3. ↑  .   [2020-07-27]. （原始内容存档于2020-01-08）.
4. ↑  .   [2020-07-27]. （原始内容存档于2020-01-08）.
5. ↑  .   [2020-07-27]. （原始内容存档于2020-01-08）.
6. ↑  .   [2020-07-27]. （原始内容存档于2020-01-08）.
7. ↑  .   [2020-07-27]. （原始内容存档于2020-01-08）.
8. ↑  .   [2020-07-27]. （原始内容存档于2020-01-08）.
9. ↑  .   [2020-07-27]. （原始内容存档于2020-01-08）.
10. ↑  .   [2020-07-27]. （原始内容存档于2017-09-30）.
11. ↑  .   [2020-07-27]. （原始内容存档于2017-09-30）.
12. ↑  .   [2020-07-27]. （原始内容存档于2017-09-30）.
13. ↑  .   [2020-07-27]. （原始内容存档于2017-09-30）.
14. ↑  .   [2020-07-27]. （原始内容存档于2017-09-30）.
15. ↑  .   [2020-07-27]. （原始内容存档于2017-09-30）.
16. ↑  .   [2020-07-27]. （原始内容存档于2020-01-08）.
17. ↑  .   [2020-07-27]. （原始内容存档于2020-01-08）.
18. ↑  .   [2020-07-27]. （原始内容存档于2020-01-08）.
19. ↑  .   [2020-07-27]. （原始内容存档于2017-08-30）.
20. ↑  .   [2020-07-27]. （原始内容存档于2017-08-30）.
21. ↑  .   [2020-07-27]. （原始内容存档于2017-08-30）.
22. ↑  .   [2020-07-27]. （原始内容存档于2017-08-30）.
23. ↑  .   [2020-07-27]. （原始内容存档于2017-08-30）.
24. ↑  .   [2020-07-27]. （原始内容存档于2017-08-11）.
25. ↑  .   [2020-07-27]. （原始内容存档于2017-08-11）.
26. ↑  .   [2020-07-27]. （原始内容存档于2017-08-11）.
27. ↑  .   [2020-07-27]. （原始内容存档于2020-04-24）.
28. ↑  .   [2020-07-27]. （原始内容存档于2020-04-24）.

## 延伸閱讀
- 三好好三; 垣本泰宏. . JTBパブリッシング. 2010-02-01.

## 外部連結
- 車站資訊（市川大野）：東日本旅客鐵道

35°43′18″N 139°57′57.5″E / 35.72167°N 139.965972°E